# Charles Murray (Politikwissenschaftler)

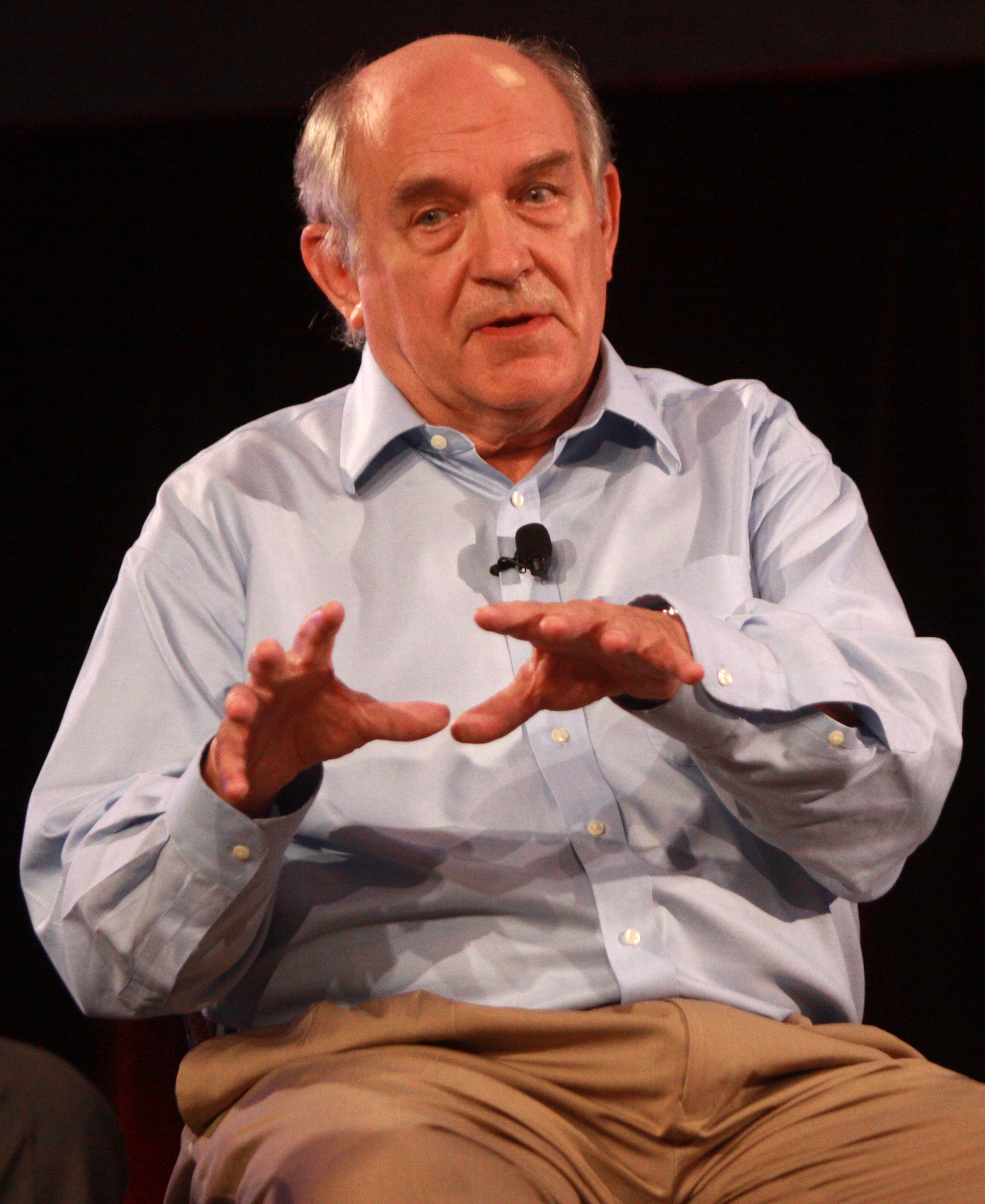
Charles Murray (2013)

Charles Murray (* 1943 in Newton, Iowa) ist ein US-amerikanischer Politikwissenschaftler und Publizist. Er wurde vor allem durch sein Buch The Bell Curve bekannt, das er mit Richard Herrnstein schrieb. Er ist seit 1990 beim Think Tank American Enterprise Institute tätig.

## Leben
Murray wurde 1943 in Newton im US-Bundesstaat Iowa geboren, wo er auch aufwuchs. Er schloss sich 1965 für 6 Jahre dem Friedenscorps in Thailand an. Danach forschte er in Thailand über die Aufstandsbekämpfung für die Forschungsorganisation American Institutes for Research (AIR) im Auftrag der US-Regierung. Charles Murray erwarb 1965 den Bachelor in Geschichte an der Harvard University, und am Massachusetts Institute of Technology 1974 den Ph.D. in Politischen Wissenschaften auf Basis seiner Beobachtungen in Thailand.
Murray arbeitete für das AIR 1974 bis 1981, nach seiner Rückkehr aus Thailand setzte er die Tätigkeit in den USA fort. Von 1981 bis 1990 arbeitete Murray beim Think Tank Manhattan Institute und schrieb in dieser Zeit seine ersten beiden Werke Losing Ground und In Pursuit.
Seit 1990 arbeitet er beim Think Tank American Enterprise Institute. 2009 erhielt er vom neokonservativen American Enterprise Institute den Irving Kristol Award. Er war 1990 auch als Berater, im Auftrag des United States Chamber of Commerce, für die bulgarische Regierung bei der Umgestaltung des Sozialsystems tätig.

## Werk
Charles Murray befasst sich in seinen Werken mit verschiedenen politischen Themen. Das Southern Poverty Law Center ordnet sein Werk als rassistische Pseudowissenschaft ein. Er selbst ordnet sich als verfolgten Wahrheitsverkünder gegen politische Korrektheit ein.
Murrays bekanntestes Buch, The Bell Curve von 1994, beschäftigt sich mit genetischen Grundlagen für die Intelligenz und postuliert einen Zusammenhang von Rasse und Intelligenz. Das Buch fußt wesentlich auf Forschung des Pioneer Fund (Stiftung), für das Buch erhielt er finanzielle Unterstützung von der neokonservativen Bradley Foundation. Das Buch erregte große Aufmerksamkeit in den Medien und war unter anderem Titelthema bei der Newsweek und dem Wall Street Journal.
Zum ersten Mal das öffentliche Interesse in den USA erregte Murray mit seinem Buch Losing Ground: American Social Policy 1950-1980, das 1984 veröffentlicht wurde. Das Buch wurde vom Think Tank American Enterprise Institute mit einer umfangreichen PR-Kampagne unterstützt, die unter anderem Journalisten Geld anbot, falls diese Veranstaltungen zu Murray besuchen. In ihm setzte er sich mit der amerikanischen Sozialpolitik auseinander, mit Hauptaugenmerk auf jene Präsident Johnsons in den 1960er Jahren. Er vertrat die Ansicht, dass die für Hilfsbedürftige nationalen Wohlfahrts- und Sozialprogramme ihr Ziel verfehlten und nicht zur Besserung der Lage der Menschen, sondern zu deren Verschlechterung führen. Murray fasste diese Entwicklung in die Formel „Mehr Geld vermehrt Armut“ und plädierte für die Abschaffung der Sozialhilfe.
In seinem Buch Human Accomplishment: The Pursuit of Excellence in the Arts and Sciences, 800 B.C. to 1950, das er 2003 veröffentlichte, stellt Murray eine Rangordnung der seiner Meinung nach wichtigsten Wissenschaftler und Künstler in der Zeit zwischen 800 v. Chr. bis 1950 auf. Murray sieht Europa zwischen 800 v. Chr. und 1950 als die treibende Kraft für sozialen, wissenschaftlichen und kulturellen Fortschritt, was sich auch in seiner Auflistung widerspiegelt. Als Kriterium für die Wichtigkeit der Personen zieht Murray hier die Anzahl von Nennungen in geschichtlichen und biographischen Nachschlagewerken und bedeutenden Enzyklopädien heran. In diesem Kontext veröffentlichte Murray auch ein Essay in der Wochenzeitung Die Zeit.
Zusätzlich zu seinen Büchern und Aufsätzen schrieb Murray unter anderem Artikel in der New York Times, dem Wall Street Journal, der Washington Post und vor allem The Public Interest.
Im Jahr 2009 wandte sich Murray gegen die Politik des damals neu gewählten Präsidenten Barack Obama und warnte allgemein vor einer von ihm angenommenen Entwicklung der „Europäisierung“ der USA. Dieses „Europa-Syndrom“, wie es Murray nennt, beinhaltet laut Murray unter anderem eine mangelhafte Lebenseinstellung, die sich nur schwer mit Religion verbinden lasse.
In seinem 2012 erschienenen Buch Coming Apart beschäftigt sich Murray mit dem Auseinanderdriften der weißen Mehrheitsbevölkerung der USA in eine new upper class und eine new lower class, die kaum noch gemeinsame Lebensformen und Wertvorstellungen aufwiesen.

## Kritiker
Prominente Kritiker von Murray sind zum Beispiel Leon Kamin, Richard Lewontin, Stephen Jay Gould, Nassim Nicholas Taleb, Quinn Slobodian und Steven P. Rose.

## Veröffentlichungen
- A Behavioral Study of Rural Modernization: Social and Economic Change in Thai Villages, Praeger Publishers (1977)
- mit Louis A. Cos Jr.:  Beyond Probation: Juvenile Corrections and the Chronic Delinquent, Sage Publications (1979)
- Losing Ground: American Social Policy, 1950–1980, Basic Books (1984)
- In Pursuit: Of Happiness and Good Government, Simon & Schuster (1989)
- mit Catherine Bly Coc: Apollo: The Behind-the-Scenes Story of One of Humankind’s Greatest Achievements.,  Simon & Schuster, 1989.
- mit Richard J. Herrnstein:  The Bell Curve: Intelligence and Class Structure in American Life. (1994)
- What It Means to be a Libertarian, Broadway Books (1997)
- Income Inequality and IQ, AEI Press (1998)
- The Underclass Revisited, AEI Press (1999)
- Human Accomplishment: The Pursuit of Excellence in the Arts and Sciences, 800 B.C. to 1950, HarperCollins (2003)
- In Our Hands: A Plan To Replace The Welfare State, AEI Press (2006), ISBN 0-8447-4223-6.
- Coming Apart: The State of White America, 1960–2010, Crown Forum (2012), ISBN 978-0-307-45342-6.
- By the People: Rebuilding Liberty Without Permission. Crown Forum, New York 2015, ISBN 978-0-385-34651-1.
- Human Diversity. The Biology of Gender, Race, and Class, Boston (2020), ISBN 978-1-5387-4401-7.
- Facing Reality: Two Truths About Race in America, Encounter Books (2021), ISBN 978-1-64177-197-9.